# Moconá-vízesések
A Moconá-vízesések vagy más néven Yucumã-vízesések különleges természeti képződmények Argentína és Brazília határán: a világ más vízeséseivel ellentétben ezek nem valamilyen vízfolyásra merőlegesen helyezkednek el, megszakítva azt, hanem az Uruguay folyó hosszában, mintegy 3 km hosszan. Néhány kilométerrel az után a pont után találhatók, ahol a folyó eléri Argentínát, a bal parti Serapiao és Calixto, valamint a jobb parti Pepirí Guazú és Yabotí patakok torkolatai között. Közigazgatásilag az argentin Misiones tartomány San Pedro megyéjének és a brazil Rio Grande do Sul állam Derrubadas községének a határán húzódnak.
A moconá szó a guarani nyelvből származik, jelentése: ami mindent elnyel.
A vízesések térségében, argentin területen alakították ki a Parque Provincial Moconá nevű tartományi szintű védett területet. Az ide érkező turistáknak nem csak a térségben való túrázásra van lehetősége, hanem a Piedra El Bugre nevű kis kikötőből indulva csónakok segítségével közelről is megtekinthetik a különleges vízeséseket. A brazil oldalon a Turvo természetvédelmi park (Parque Estadual do Turvo) részét képezik.

## Képek

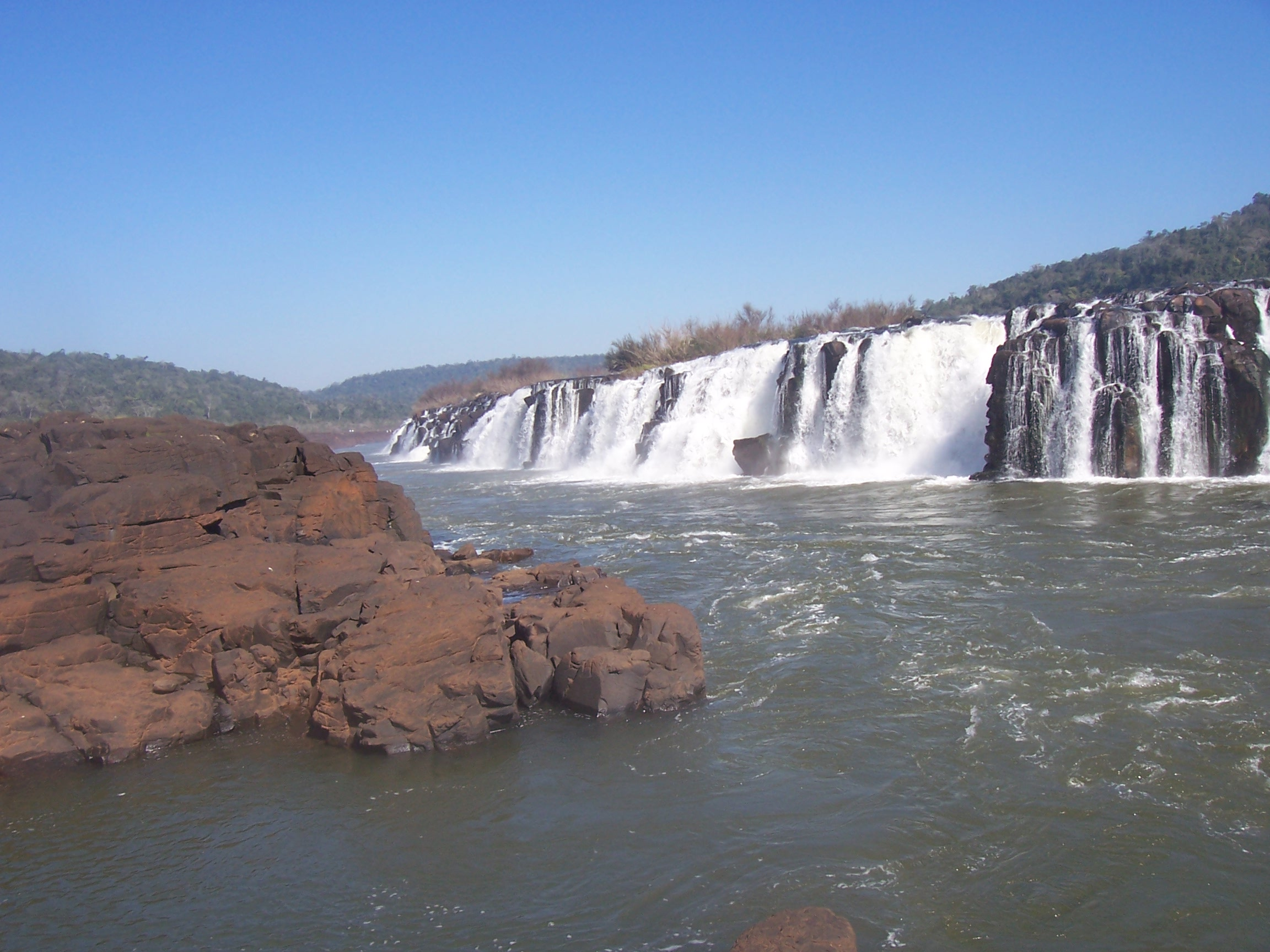
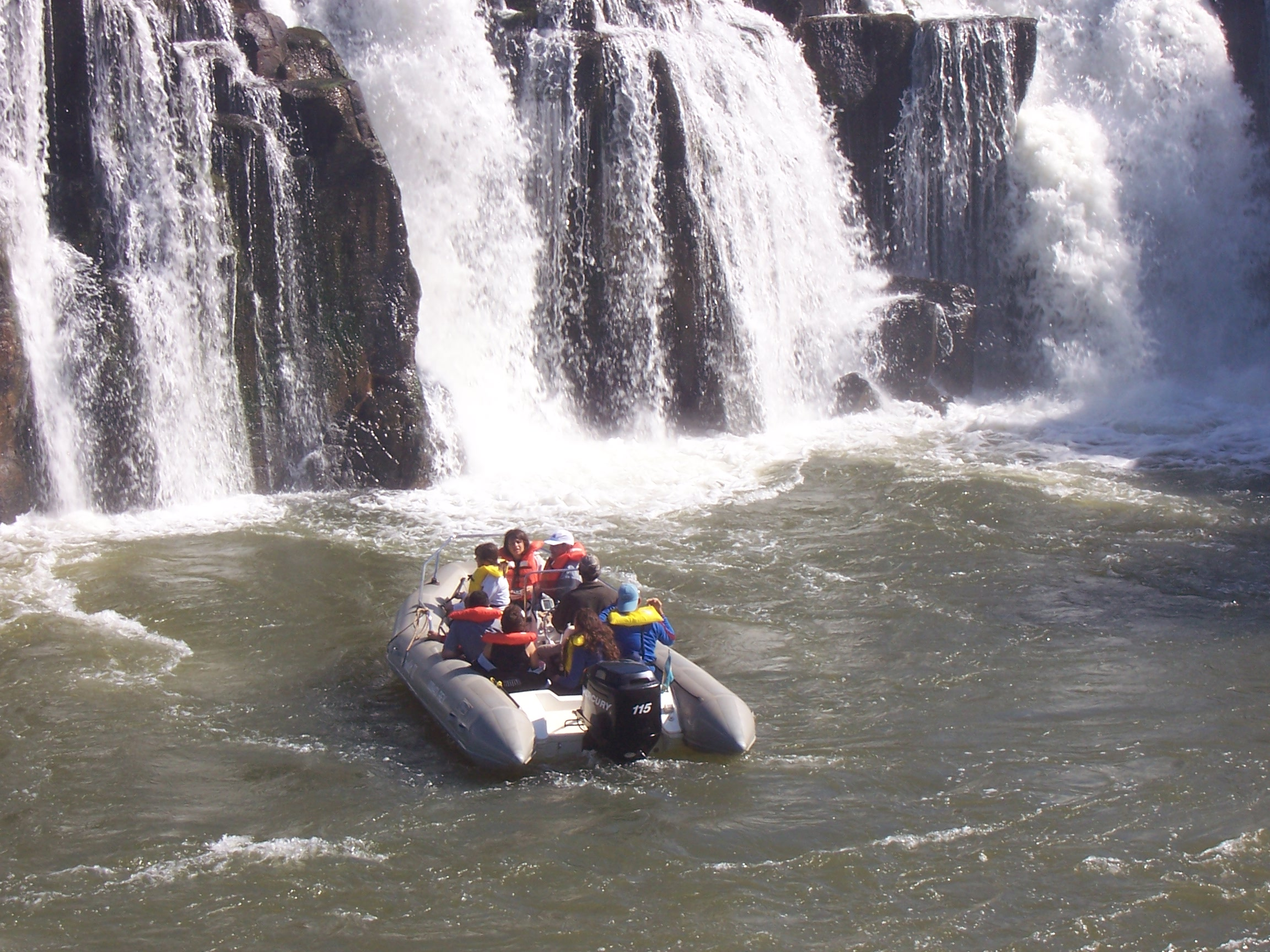
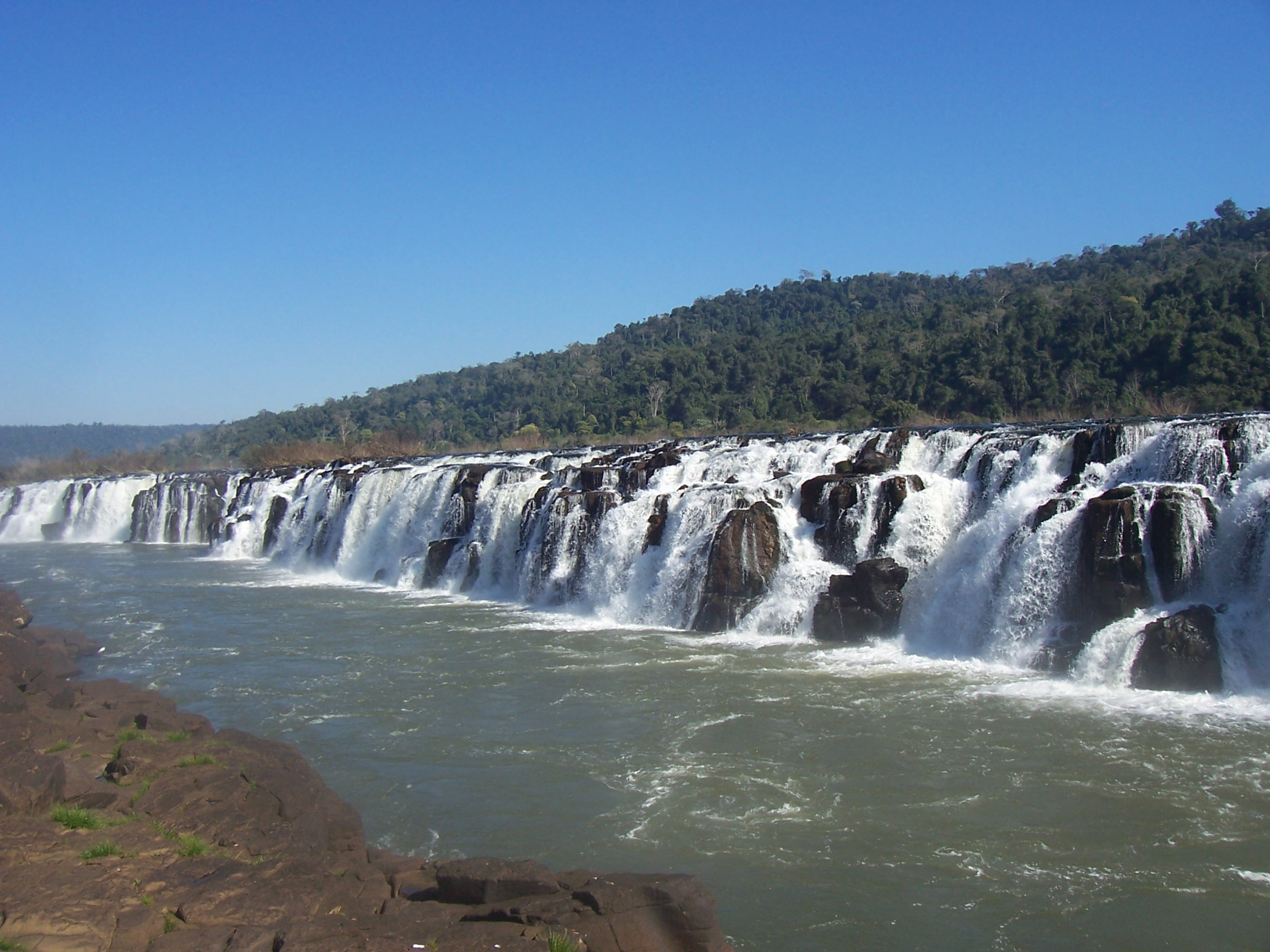
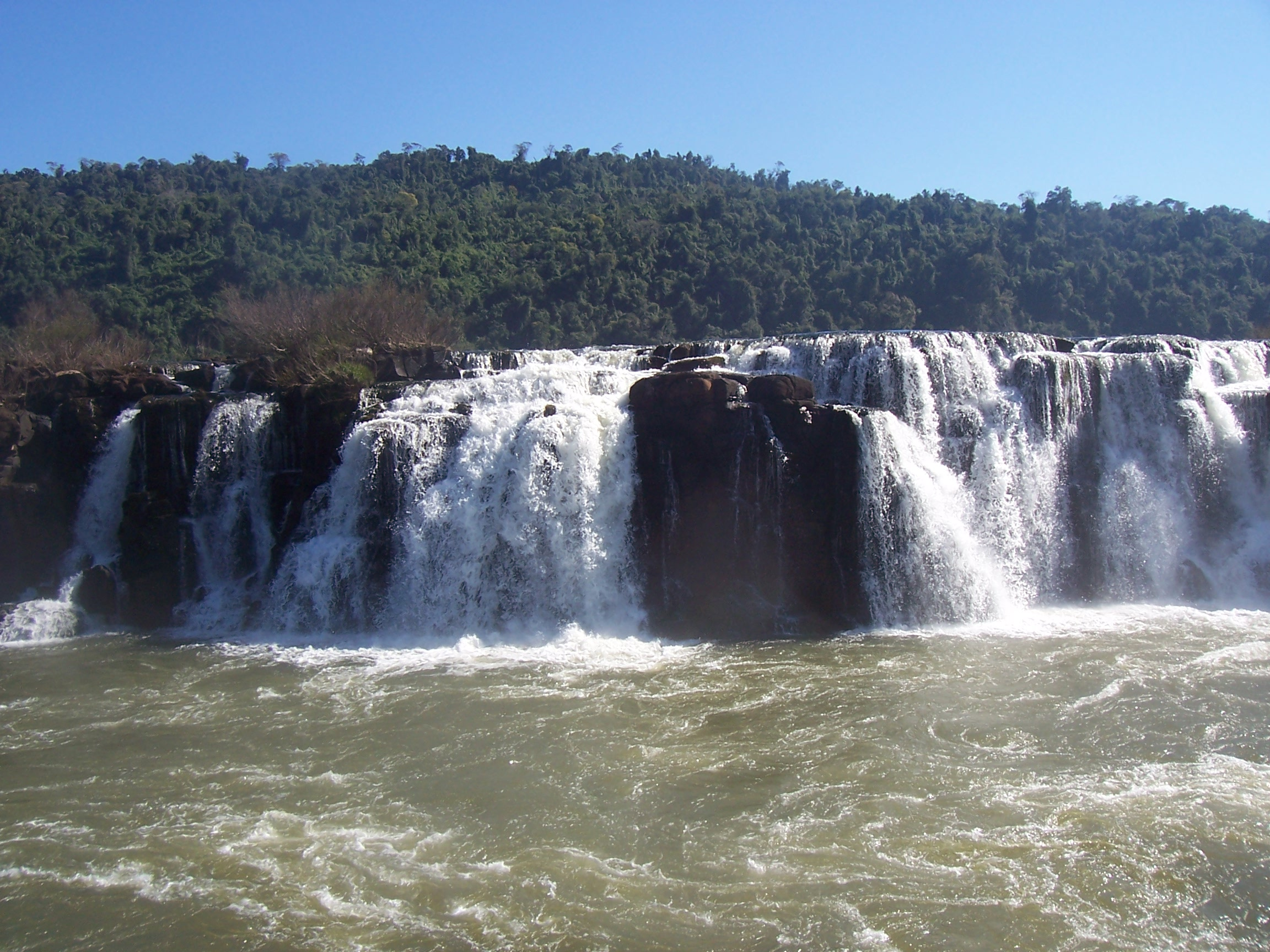